# Руофф, Рихард
Рихард Руофф (нем. Richard Ruoff; 18 августа 1883, Мессбах — 30 марта 1967, Тюбинген) — немецкий военачальник, генерал-полковник (1 июня 1942 года).
На военной службе с 1903 года, участвовал в Первой мировой войне. После поражения — в рейхсвере.
С 1933 года — полковник и командир полка, с 1934 — начальник штаба 5-го армейского корпуса, с 1936 — генерал-майор и начальник штаба 3-й армейской группы (Дрезден), с 1938 — генерал-лейтенант и начальник штаба 5-й армейской группы (Вена). С 1939 года — генерал пехоты и командир 5-го армейского корпуса и 5-го военного округа (Штутгарт).
В годы Второй мировой войны во главе 5-го корпуса участвовал во Французской кампании (1940), 30 июня 1941 года получил Рыцарский крест Железного креста.
При нападении на СССР (1941) продолжал командовать 5-м корпусом в составе группы армий «Центр», участвовал в Белостокско-Минском сражении, Смоленском сражении и наступлении на Москву. 8 января 1942 года назначен командующим 4-й танковой армией.
С 1 июня 1942 года — командующий войсками 17-й армии группы армий «А» (на южном фланге советско-германского фронта). Вёл тяжёлые оборонительные бои на Кавказе и Кубани, после поражения 1 июля 1943 года отстранён от командования и отчислен в резерв.

## Награды
- Железный крест, 1-го и 2-го класса (1914) (Королевство Пруссия)
- Орден «За военные заслуги» рыцарский крест (Королевство Вюртемберг)
- Орден Фридриха рыцарский крест 1-го класса (Королевство Вюртемберг)
- Нагрудный знак «За ранение» чёрный (1918)
- Медаль «За выслугу лет в вермахте» с 4-го по 1-й класс
- Пряжка к Железному кресту 2-го и 1-го класса
- Рыцарский крест железного креста (30 июня 1941)

## Обвинения
В ходе Краснодарского процесса был указан как организатор  множества военных преступлений на юге России. Однако, при жизни, официальные обвинения в ФРГ ему предъявлены не были.